# عليق لذيذ الشمول
عَوْسَج لذيذ الشَّمّول أو عُلَّيْق لذيذ نبات دغلي لا شوك له سرح معمر. ساقه فرعاء منتصبة تعلو من 100 إلى 150 سم. أوراقه ثلاثية أو خماسية الفصوص. نصلها يعرض من 6 إلى 7 سم. وهو خملي البشرة على صفحتيه. أزهاره كبيرة القد بيضاء اللون فردية التجميع مستطيلة الأهن الأحمر. ثماره شمولية بنفسجية لذيذة الطعم والعرف. موطنه الولايات المتحدة.

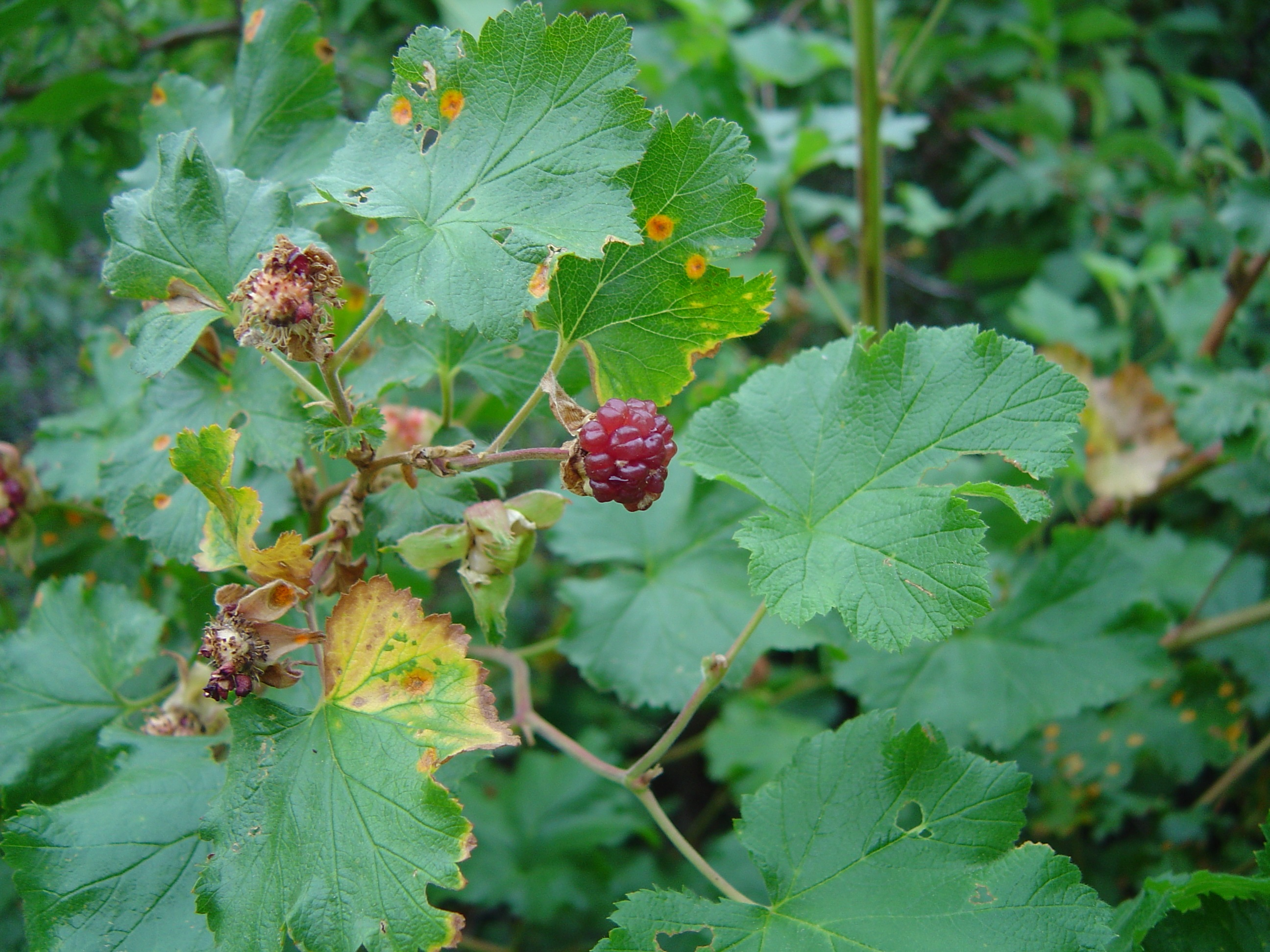
ثمار